# 余屋进士牌坊
余屋进士牌坊，位于中国广东省东莞市东城街道余屋社区，为东莞市的一个省级文物保护单位，类型为古建筑，公布时间为2012年10月。
余屋牌坊的历史年代为明代。